# یانوشتسه
یانوشتسه (به لاتین: Janoszyce) یک روستا در لهستان است که در گمینا بروزنگ دوژه واقع شده‌است.